# Distrikt Santiago (Cusco)
Der Distrikt Santiago liegt in der Provinz Cusco der Region Cusco in Südzentral-Peru. Der Distrikt wurde am 10. Juni 1955 gegründet. Er hat eine Fläche von 69,72 km². Beim Zensus 2017 lebten 94.756 Einwohner im Distrikt. Im Jahr 1993 lag die Einwohnerzahl bei 73.129, im Jahr 2007 bei 83.721. Die Distriktverwaltung befindet sich in der 3427 m hoch gelegenen Stadt Santiago mit 92.729 Einwohnern (Stand 2017). Santiago bildet den südlichen Teil des Ballungsraums der Provinz- und Regionshauptstadt Cusco.

## Geographische Lage
Der Distrikt Santiago umfasst den südlichen Teil des Siedlungsgebietes im Cusco-Tal sowie das südlich angrenzende Bergland.
Der Distrikt Santiago grenzt im Norden an den Distrikt Cusco, im Nordosten an den Distrikt Wanchaq, im Osten an den Distrikt San Sebastián, im Nordosten an den Distrikt Yaurisque, im Süden an den Distrikt Huanoquite sowie im Südwesten an den Distrikt Ccorca.